# SN 2009mw
SN 2009mw – supernowa typu II-P odkryta 23 grudnia 2009 roku w galaktyce E499-G05. W momencie odkrycia miała maksymalną jasność 18,30m.